# يون جونغ-سو
يون جونغ-سو (الكورية: 윤정수) هو مدرب كرة قدم ولاعب كرة قدم كوري شمالي، ولد في 3 يناير 1962 في بيونغيانغ في كوريا الشمالية.

## وصلات خارجية
- يون جونغ-سو على موقع ناشيونال فوتبول تيمز (الإنجليزية)
- يون جونغ-سو على موقع عالم كرة القدم.نت (الإنجليزية)